# Куга колюча
Куга колюча, куга американська (Schoenoplectus pungens) — вид рослин із родини осокових (Cyperaceae), що зростає у Європі, Північній Америці, Південній Америці, Австралії й Новій Зеландії.

## Біоморфологічна характеристика
Багаторічна рослина. Кореневища часто вертикальні, діаметром 1–6 мм. Стебла різко трикутні, 0.1–2 м × 1–6 мм, з листовими пластинками довжиною до 20 см біля основи. Суцвіття головчасті. Колосочків 1–5(10), 5–23 × 3–5(7) мм. Плоди плоскі, гладкі, матово-жовті, довжиною приблизно 2.5 мм. 2n = (74,76)78.

## Середовище проживання
Зростає у Європі, Північній Америці, Південній Америці, Австралії й Новій Зеландії.
В Україні вид зростає на заболочених лугах, по берегах річок — у Закарпатті.

## Синоніми
Синоніми: Cyperus pungens (Vahl) Missbach & E.H.L.Krause, Heleogiton pungens (Vahl) Rchb., Scirpus americanus var. pungens (Vahl) Barros & Osten, Scirpus pungens Vahl.